# Lethe latiaris
Lethe latiaris är en fjärilsart som beskrevs av William Chapman Hewitson 1863. Lethe latiaris ingår i släktet Lethe och familjen praktfjärilar. Inga underarter finns listade i Catalogue of Life.

## Bildgalleri

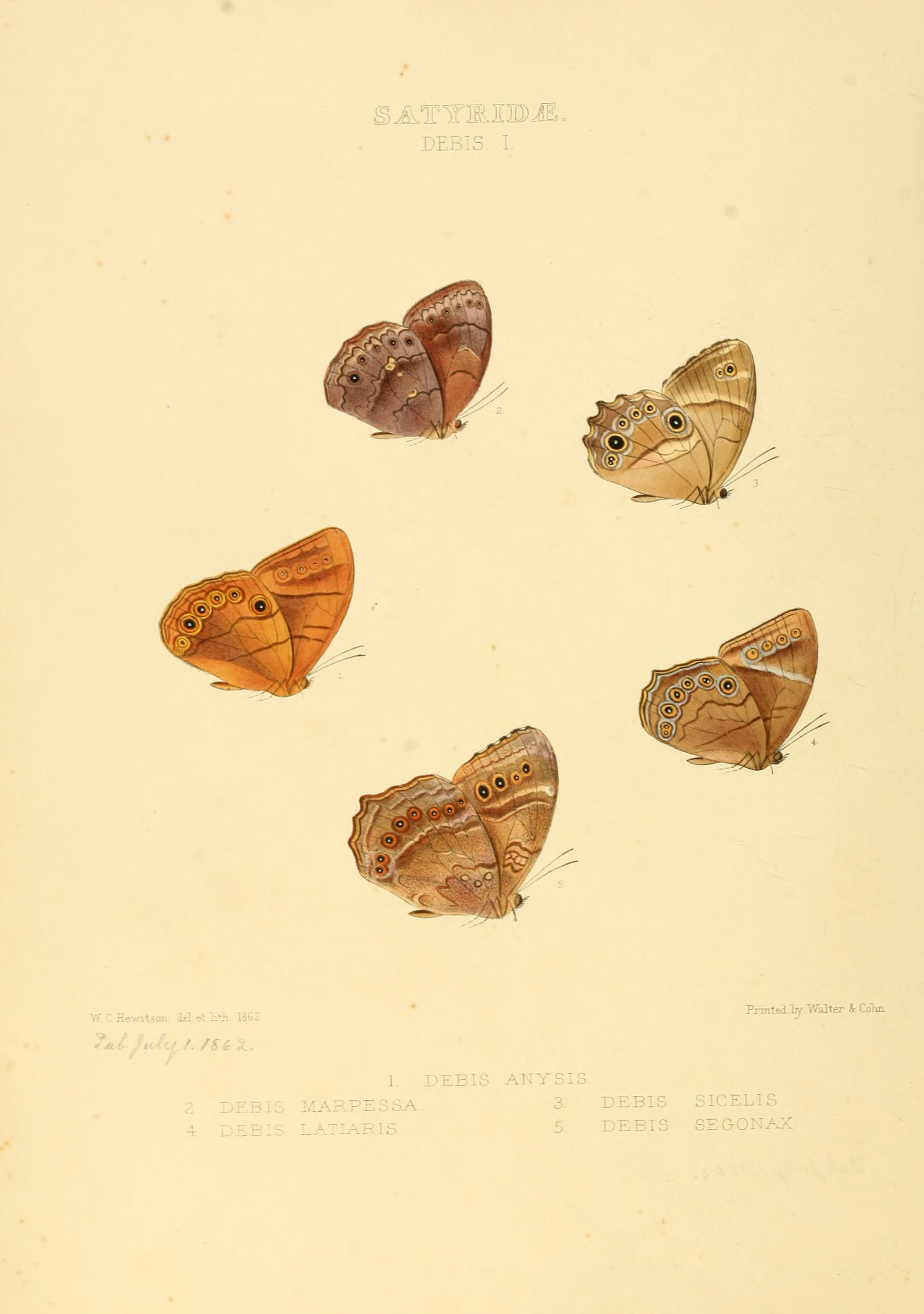
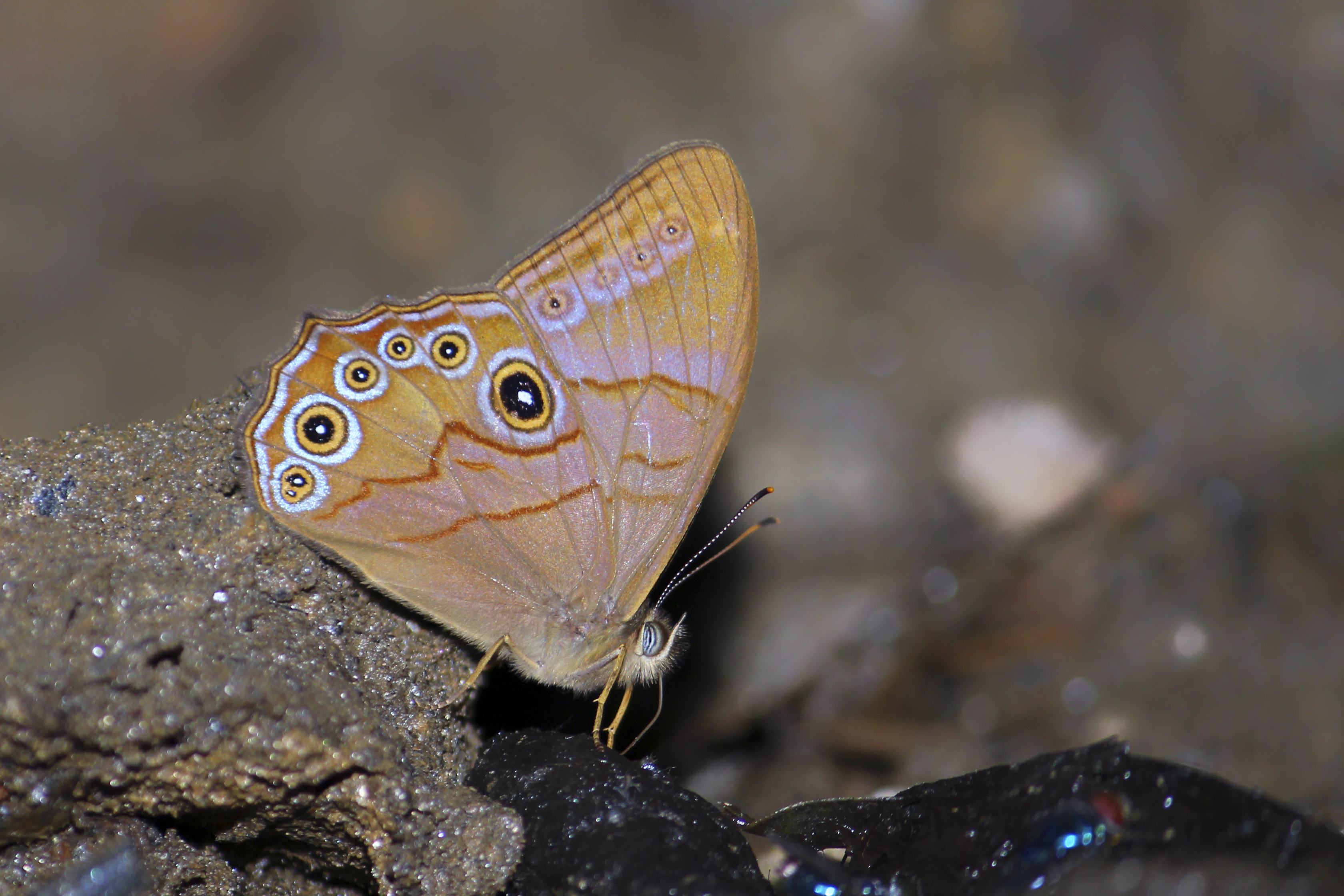